# ژینت اوماسیپ
ژینت اوماسیپ زمین‌شناس فرانسوی و متخصص پیش از تاریخ آفریقا است. او همچنین مدیر سابق آزمایشگاه تحقیقات آفریقا تحت نظارت مرکز ملی پژوهش‌های علمی فرانسه است. او پیش از تاریخ آفریقا را در دانشگاه‌های مختلف تدریس کرده و از سال ۱۹۷۰ تا ۱۹۸۶م. مجله علمی لیبیکا را اداره کرد. او که ساکن الجزیره است، در مورد منشأ اولین مهاجران الجزایر نیز تحقیق کرد.
او تحقیقات باستان‌شناسی متعددی را در صحرای بزرگ آفریقا انجام داد، از جمله کاوش‌های مهم او در منطقه حوض الصحراء و تاسیلی نجیر است، این کاوش‌ها به او اجازه دادند تا فرهنگ‌های محلی مختلف را شناسایی کند، و آن‌ها را در مکان و زمان مناسب طبقه‌بندی کند و تکامل و سازگاری آن‌ها را با یک محیط خشک در حال توسعه دنبال کند. کار او بر درک جمعیت صحرا و سکونت در شمال آفریقا متمرکز شده‌است.
او چندین کتاب در مورد پیش از تاریخ صحرا نوشته‌است.

## انتشارات
- صحرای سفلی در ماقبل تاریخ (۱ سپتامبر ۱۹۸۶)
- کرونولوژی هنر صحرای آفریقا و شمال آفریقا (۱۹۹۳)
- انسان اولیه در الجزایر (۲۰۰۱)
- پیش از تاریخ صحرا و پیرامون آن: جلد ۱، دورهٔ شکار: پارینه سنگی (۱ فوریه ۲۰۰۴)
- پیش از تاریخ صحرا و اطراف آن: جلد ۲، دورهٔ نوسنگی (۲۵ ژوئیه ۲۰۱۹)